# NGC 3762
NGC 3762 is een spiraalvormig sterrenstelsel in het sterrenbeeld Grote Beer. Het hemelobject werd op 19 maart 1790 ontdekt door de Duits-Britse astronoom William Herschel.

## Synoniemen
- UGC 6591
- MCG 10-17-27
- ZWG 292.11
- PGC 35979